# Gene Amondson
Gene C. Amondson (15 de outubro de 1943 - 20 de julho de 2009) foi um pintor, escultor, ministro cristão e proibicionista, que foi o candidato da Eleição presidencial nos Estados Unidos em 2004 pela facção maior do Partido da Proibição e o candidato do mesmo partido unificado em 2008.
Filho de um madeireiro, Amondson nasceu em uma cultura lenhadora do Noroeste Pacífico carregada de alcoolismo. Ele se interessou pelo movimento de temperança enquanto participava de um seminário. Depois de estabelecer-se como um pregador e pintor na comunidade de Vashon, Amondson começou a viajar pelo país reencenando os sermões de Billy Sunday e participando de eventos fantasiado como ceifador para protestar contra as corporações de álcool.
Os ativismos de Amondson atraiu a atenção do Partido da Proibição, que tinha sido dividido em duas facções em 2003. Em 2004, Amondson recebeu a nomeação presidencial da maior facção do partido. No dia da eleição, ele computou mais de mil votos e terminou em terceiro lugar em várias paróquias da Louisiana. Com a morte do líder da outra facção, em 2007, o partido se reunificou e no ano seguinte, Amondson novamente recebeu a nomeação presidencial do partido, mas ficou aquém de seu resultado em 2004. Faleceu em 2009, depois de sofrer um acidente vascular cerebral.

## Início da vida
Filho de Owen e Ruby Amondson, Gene Amondson, nasceu em Morton, Washington. perto da cidade de Centralia. Sua mãe era uma dona de casa americana com descendência alemã, original de Nebraska e seu pai, que foi apelidado de "Red", foi um lenhador norte americano de descendência norueguesa, que atuou em uma indústria madeireira, em seguida se tornou um alcoólatra. Enquanto criança, nenhum dos seus pais bebiam, mas ele presenciou várias discussões de lenhadores bêbados e frequentou o colégio com crianças abandonadas por pais alcoólatras. Além disso, presenciou o molestamento de uma criança de cinco anos de idade por um lenhador bêbado.
Gene também foi exposto à política. Seu tio, Orville "Porky" Amondson foi eleito e serviu como xerife do Condado de Lewis, e seu irmão Neil serviu no Senado do estado de Washington como um republicano.
Amondson estudou em Warner Pacific College, em Portland e se graduou com o título de bacharel em zoologia. Na faculdade, ele ocasionalmente bebia vinho. Seus pontos de vista anti-álcool se manisfestou quando participou do Seminário Teológico Asbury, um seminário evangélico em Kentucky em 1966, onde aprendeu sobre o líder e pregador do movimento de temperança Billy Sunday. Amondson estima-se que depois da divina escola, ele bebeu cerveja cerca de duas vezes por ano. Na década de 1970, ele se mudou para a comunidade liberal de Vashon, Washington, onde ele começou a pregar na Igreja da Rua Coven.

## Ativismo
Após se mudar para Vashon, Amondson cresceu mais perto do movimento de temperança. Ele começou a viajar pelo país reencenando os sermões de Billy Sunday: Get on the Water Wagon, Booze. eThe Sermon Against Alcohol. Ele visitou igrejas, prisões, escolas e reuniões dos Alcoólicos Anónimos para espalhar a mensagem da temperança. Além disso, ele viajou para a Nova Zelândia em uma viagem financiada pela União das Mulheres Cristãs a favor da Temperança, e excursionou pelo continente africano.

Eu vou lutar contra o alcoolismo até o inferno congelar, e então eu vou comprar um par de patins de gelo e combatê-lo um pouco mais.

Gene Amondson

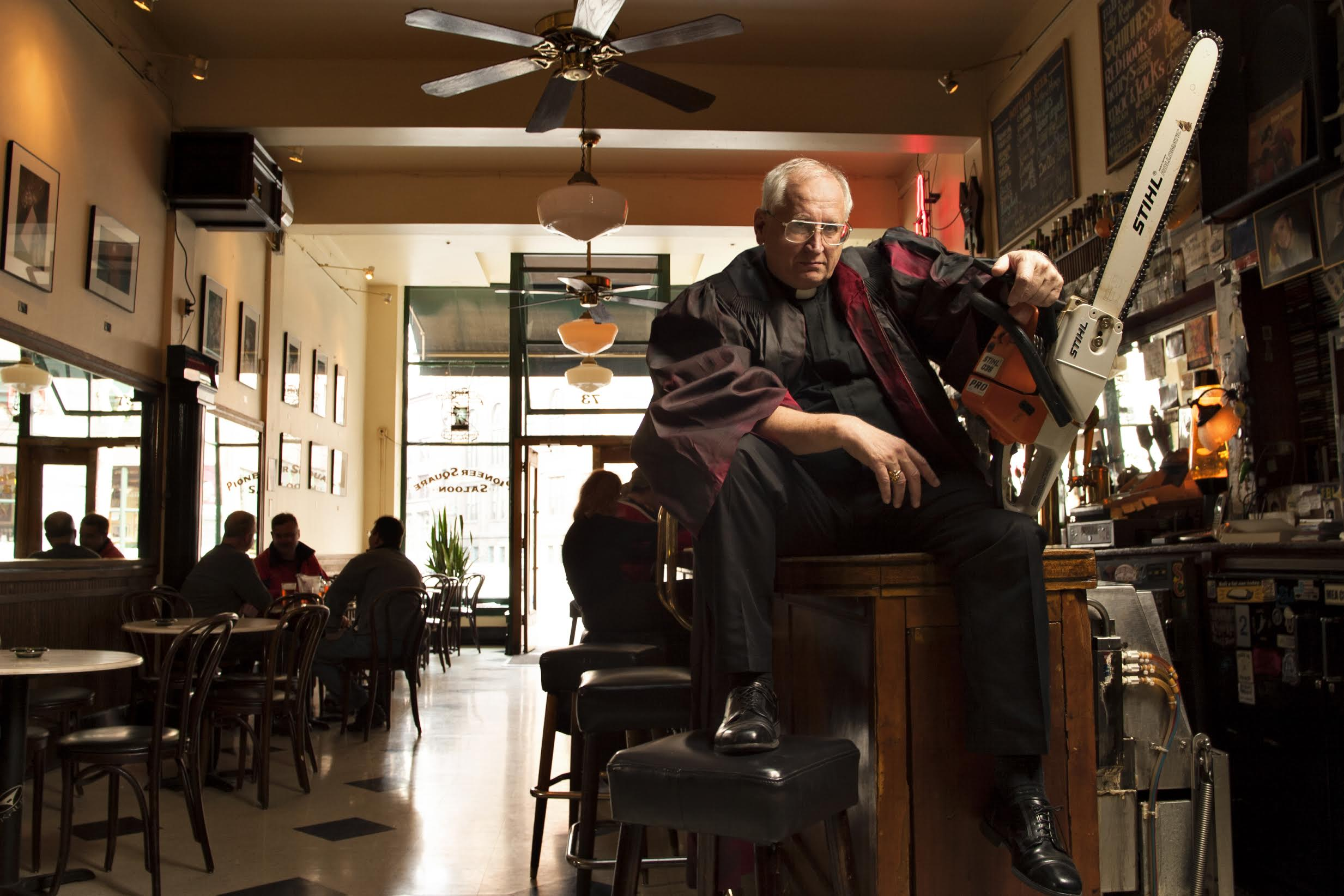
Amondson empunha uma motosserra em alusão a machadinha de Carrie Nation.

Em protesto ao álcool, Amondson muitas vezes ficou do lado de fora de estabelecimentos de bebidas fantasiado de ceifador. Ele esteve uma vez do lado de um tribunal vestindo sua fantasia após um casal processar a companhia Jim Beam alegando que seu produto foi a causa da deficiência mental do seu filho. Durante uma entrevista de 1989, Amondson explicou que ele não protestava contra os indivíduos que bebem, entretanto, protestava contra as grandes corporações distribuidoras alcoólatras. Em 2005, ele liderou um movimento para impedir que a legislatura de Washington continuasse permitindo que o álcool fosse vendido aos domingos, mas não teve sucesso. Por causa do ocorrido, Amondson previu "muito mais álcool será vendido e um pouco mais as crianças vão sofrer."
Em Vashon, Amondson fornecida habitações modestas para pessoas de baixas rendas. Ele apareceu no tribunal algumas vezes diante das dificuldades de zoneamento relacionadas com os complexos habitacionais, mas recebeu o apoio judiciário do Conselho Inter-religioso de desabrigados. Amondson ficou conhecido por dirigir em Vashon uma Honda Civic complementado com uma cabeça de alce falsa na parte dianteira e uma placa onde se lia "Vote seco." O carro também foi decorado com adesivos caseiros, com frases como: "Bêbados são estúpidos" e "Seus filhos precisam de você Sóbrio".
Ao dirigir por tavernas, ele regularmente buzinava duas vezes em sinal de protesto. Em 2008, o carro foi convertido para um veículo elétrico, permitindo que o mesmo fosse alimentado por eletricidade, causando uma significante diminuição de gases. O carro de Amondson foi um dos primeiros no país a ser convertido.

## Campanhas Presidenciais

### 2004

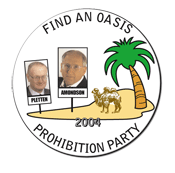
botão da campanha de 2004

Em 2003, Amondson foi abordado no município de Thompson, Pennsylvania, pelo assessor de imposto James Hedges, único oficial eleito do Partido da Proibição. Ele convenceu Amondson a buscar a nomeação de sua facção do Partido, que dividiu a candidatura perante ao canditado presidencial da outra facção, liderada por Earl Dodge. A facção de Hedges sentiu que Earl estava mais preocupado com o marketing dos botões da campanha de promoção do que das metas do partido. Dodge concorreu como candidato do partido em todas as eleições desde 1984, mas recebeu apenas 208 votos na eleição 2000, uma queda de cerca de 1000 da última eleição. Amondson iniciou sua primeira campanha presidencial com a nomeação da facção de Hedges. Evasiva recebeu a nomeação de outras facções. De acordo com Dodge, Amondson tinha anteriormente contactado a ele sobre a nomeação presidencial para vice,

## Vida Pessoal
Amondson se descreveu como um "pescoço-vermelho." Ele foi casado por 23 anos e teve quatro filhos e uma filha, antes de se divorciar. Um de seus filhos morreram na infância, e os que remanescente, quatro se envolveram na indústria cinematográfica durante a vida adulta.
Amondson apareceu como convidado no The Oprah Winfrey Show em 1993, depois de escrever uma carta para o show expressando seu interesse em 40.000 mulheres solteiras que entrou em um concurso na esperança de ganhar um encontro com cinco viúvos de Seattle. Na carta, o que deixou os funcionários Oprah "muito interessados" e "surpresos", explicou Amondson: ele era solitário e queria alguém "disposto a trabalhar para ajudar a pagar os impostos ... e meu apoio à criança." Sobre o show, ele discutiu sua arte, e mais tarde foi convidado para uma segunda aparição. De acordo com Amondson, na sequência do aparecimento, ele recebeu centenas de cartas.
Em seus últimos anos, Amondson dividiu seu tempo entre Vashon e o Alasca, onde ele caçava e se encontrava para pintar paisagens. Ele citou pintores como John Singer Sargent e Joaquín Sorolla como as suas principais influências artísticas. Além disso, Amondson tomou um enorme interesse em esculturas de madeira. Seus trabalhos em tamanho natural pode ser encontrado em toda a ilha de Vashon. Junto com pintura e escultura em madeira, Amondson era um torteiro e padeiro ávido e publicou um livro compilando receitas de torta de sua mãe.

## Morte
Em 18 de Julho de 2009, Amondson, que tinha sido previamente diagnosticado com hipertensão, sofreu um aneurisma cerebral que o levou a cair em um coma. Ele morreu em 20 de julho de 2009 no Centro Médico de Harborview Sua morte ocorreu dois dias depois de casar um casal e assistir a um festival local de morangos. Ele foi socorrido por sua mãe, seus dois irmãos, sua irmã e seus quatro filhos. O seu funeral ocorreu em 25 de julho na Igreja Evangélica Livre de Bethel em Vashon.